# 萨莱尚
萨莱尚（法語：Saléchan，法語發音：[saleʃɑ̃]）是法国上比利牛斯省的一个市镇，属于巴涅尔德比戈尔区

## 地理
萨莱尚（42°57'21"N, 0°37'52"E）面积4.1 平方千米，位于法国奧克西塔尼大區上比利牛斯省，该省份为法国西南部内陆省份，北至热尔省，西接大西洋比利牛斯省，南与西班牙接壤，东临上加龙省。
与萨莱尚接壤的市镇（或旧市镇、城区）包括：圣玛丽、埃斯泰诺、弗龙萨克、奥尔、锡拉当、泰布、谢尔戈。

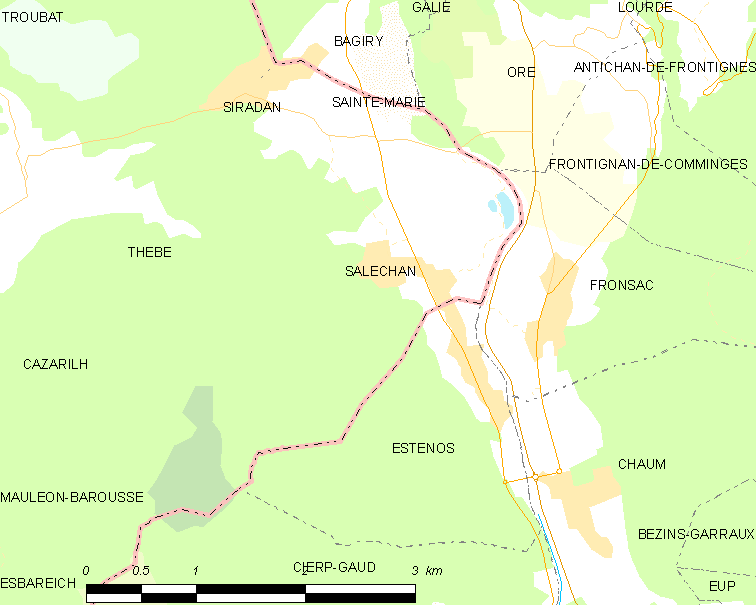
萨莱尚的OSM定位图

萨莱尚的时区为UTC+01:00、UTC+02:00（夏令时）。

## 行政
萨莱尚的邮政编码为65370，INSEE市镇编码为65398。

## 政治
萨莱尚所属的省级选区为巴鲁斯谷县。

## 人口

1962-2008年间萨莱尚人口变化图示

萨莱尚于2022年1月1日时的人口数量为243人。